# Santuário da Virgem de Guadalupe (Hondarribia)
O Santuário da Virgem de Guadalupe é uma ermida e um santuário católico localizado no Monte Jaizquíbel, em Hondarribia, Guipúscoa, País Basco, Espanha.

## História
Parece mencionado pela primeira vez em um documento de 1526, de fato, o marinheiro Juan Sebastián Elcano doou seis duques de ouro a ermida. De acordo com a tradição, a ermida ergue-se no lugar onde dois filhos encontraram a imagem da virgem. É a invocação original da Virgem de Guadalupe no País Basco. Originalmente do século XVI, foi destruído muitas vezes ao longo da história.
É um templo de uma nave com transepto e paredes de cabeceira achatadas. O templo original do século XVI foi posteriormente reformado, principalmente no século XVIII. O trabalho atual data principalmente do século XIX. A torre foi construída em 1868 e está no ângulo entre as fachadas do sul e leste.
Após o sítio de Hondarribia de 1638, a cidade foi em grande procissão a ermida para agradecer a proteção durante o ataque e comemorar a vitória.
Após o sítio de 1638, a cidade de Hondarribia organizou uma grande procissão a ermida para agradecer a proteção dada ao longo do ataque, a ação decidiu, para comemorar a vitória. Esta procissão é celebrada hoje a cada 8 de setembro, a chamada Alarde de Hondarribia.

## Interior
O retábulo principal é de estilo barroco, obra de Joan Bautista Igeluz e Jazinto Elduain e feito em 1748. Os retábulos dos lados foram trazidos da freguesia. O retábulo à esquerda, aquele oferecido a São Sebastião, é 1507 com renovações a partir de 1642. O retábulo à direita é 1760 e é oferecido a São João Bautista.
Há também alguns afrescos de Bienabe Artia de 1949.